# Ямал-601
Ямал-601 — коммерческий телекоммуникационный спутник большой размерности, принадлежащий российскому спутниковому оператору Газпром космические системы. Спутник изготовлен итало-французской компанией Thales Alenia Space. Полностью заменил старый спутник Ямал-202 с 19 июля 2019 года, на геостационарной орбите, в позиции 49° восточной долготы и обеспечивает фиксированную электросвязь и доступ к высокоскоростному интернету жителям России, стран СНГ, Европы, Ближнего Востока и Юго-Восточной Азии. В C-диапазоне спутник охватил значительную часть России, страны СНГ, Европу, Ближний Восток и часть Юго-Восточной Азии. Многолучевая зона обслуживания в Ka-диапазоне охватывает наиболее населенную часть России, включая Калининградскую область, Урал и Западную Сибирь.

## Конструкция
За основу спутника была взята космическая платформа Spacebus-4000C4. Ямал-601 оснащён 32 транспондерами Ka-диапазона и 18 транспондерами C-диапазона. На спутнике применяются сделанные в Германии апогейный двигатель S400 и четыре малых химических двигателя.Для удержания орбиты по широте и по долготе используется система на базе плазменных двигателей PSS-1350 (копия российских СПД-100)
.

## История
- в декабре 2013 года французский производитель Thales Alenia Space выиграл конкурс на постройку и начал создание спутника[12].
- в апреле 2019 года состоялась приёмка космического аппарата[13].
- 30 мая 2019 года в 20:42 MSK спутник был выведен на орбиту с помощью ракеты-носителя Протон-М и разгонного блока Бриз-М с космодрома Байконур и через 9 часов после запуска отделился от разгонного блока[14]. В ходе выведения спутника на запланированную орбиту, в работе главного двигателя был задан неверный вектор тяги, в результате чего спутник не достиг запланированной орбиты[15].
- Для окончательного достижения рабочей точки, планировалось довыведение Ямала-601 на орбиту, за счёт использования малых двигателей до июля 2019 года[8].
- 24 июня 2019 года космический аппарат вышел на запланированную орбиту и был установлен в орбитальную позицию 48,8 градуса восточной долготы для проведения лётных испытаний[16].
- 19 июля 2019 года спутник окончательно ввели в эксплуатацию, переведя на него все сети старого спутника Ямал-202[17].